# 谷口圭三
谷口 圭三（たにぐち けいぞう、1963年（昭和38年）9月25日 - ）は、日本の政治家。岡山県津山市長（2期）。

## 来歴
岡山県津山市下高倉西に生まれる。津山市立津山東中学校、岡山県立津山高等学校、中央大学商学部卒業。1988年（昭和63年）から加藤武徳参議院議員、加藤紀文参議院議員らの秘書を務めた。
1995年（平成7年）、津山市議会議員選挙に初当選。市議を計3期務めた。2007年（平成19年）、岡山県議会議員選挙に初当選。2010年（平成22年）、岡山大学大学院社会文化科学研究所博士前期課程修了。2011年（平成23年）、県議に再選。県議時代は自由民主党に所属した。
2014年（平成26年）2月9日に行われた津山市長選挙に出馬するも現職の宮地昭範に敗れた（宮地：26,818票、谷口：20,607票）。投票率は43.63％。
2018年（平成30年）2月11日に行われた市長選で前回敗れた宮地を下し、初当選した（谷口：25,800票、宮地：20,803票）。投票率は55.81％。宮地は任期満了を前に辞職願を市議会議長へ提出。2月26日開会の市議会定例会で辞職が同意され、2月27日付で新市長に就任した。
2022年（令和4年）2月6日に行われた市長選で近藤吉一郎と竹内幹雄を下し再選。